# Сан-Игнасио-Рио-Муэрто (муниципалитет)
Сан-Игнасио-Рио-Муэрто (исп. San Ignacio Río Muerto) — муниципалитет в Мексике, штат Сонора, с административным центром в одноимённом посёлке. Численность населения, по данным переписи 2020 года, составила 14 279 человек.

## Общие сведения
Название San Ignacio Río Muerto составное: San Ignacio дано в честь святого Игнатия, а Río Muerto по названию реки, протекающей по этой территории.
Площадь муниципалитета равна 1383,6 км², что составляет 0,8 % от площади штата, а наиболее высоко расположенное поселение Эль-Нуэво-Кастильо, находится на высоте 21 метр.
Он граничит с другими муниципалитетами Соноры: на севере с Гуаймасом, на востоке Бакумом, а на юге и западе берега муниципалитета омываются водами Калифорнийского залива.

## Учреждение и состав
Муниципалитет был образован 26 декабря 1996 года, по данным 2020 года в его состав входит 137 населённых пунктов, самые крупные из которых:
| Код INEGI                  | Населённый пункт                                                                                               | Численность населения (2005 год) | Численность населения (2010 год) | Численность населения (2020 год) |
| -------------------------- | --- | -------------------------------- | -------------------------------- | -------------------------------- |
| 072                        | Всего | 13244                            | 14136                            | 14279                            |
| 0001                       | Сан-Игнасио-Рио-Муэрто (исп. San Ignacio Río Muerto) 27°24′41″ с. ш. 110°14′29″ з. д. (административный центр) | 6860                             | 7718                             | 8135                             |
| 0017                       | Баия-де-Лобос (исп. Bahía de Lobos) 27°21′16″ с. ш. 110°27′10″ з. д.                                           | 2879                             | 2867                             | 2991                             |
| 0214                       | Тетабьяте (исп. Tetabiate) 27°26′54″ с. ш. 110°19′29″ з. д.                                                    | 450                              | 492                              | 612                              |
| 0194                       | Сан-Исидро (Эль-Польворон) (исп. San Isidro (El Polvorón)) 27°22′19″ с. ш. 110°12′44″ з. д.                    | 408                              | 482                              | 398                              |
| 0159                       | Эль-Батеве (исп. El Bateve) 27°16′43″ с. ш. 110°15′43″ з. д.                                                   | 268                              | 282                              | 283                              |
| 0212                       | Сингапур (исп. Singapur) 27°26′37″ с. ш. 110°14′01″ з. д.                                                      | 369                              | 330                              | 263                              |
| 0163                       | Ла-Демокрасия (исп. La Democracia) 27°17′18″ с. ш. 110°12′20″ з. д.                                            | 233                              | 247                              | 218                              |
| 0156                       | Бачомобабампо (исп. Bachomobampo) 27°18′00″ с. ш. 110°14′03″ з. д.                                             | 253                              | 270                              | 211                              |
| —                          | Прочие | 1524                             | 1448                             | 1168                             |
| Названия на карте Генштаба | |                                  |                                  |                                  |

## Экономическая деятельность
По статистическим данным 2000 года, работоспособное население занято по секторам экономики в следующих пропорциях:
- сельское хозяйство, скотоводство и рыбная ловля — 54,7 %;
- промышленность и строительство — 18,5 %;
- торговля, сферы услуг и туризма — 24,4 %;
- безработные — 2,4 %.

## Инфраструктура
По статистическим данным 2020 года, инфраструктура развита следующим образом:
- электрификация: 96,7 %;
- водоснабжение: 40,7 %;
- водоотведение: 69 %.